# 那古谷頼時
那古谷 頼時（なごや よりとき、生没年不詳）は、平安時代後期から鎌倉時代の武士。田方郡奈古谷村(韮山町)に名が残る 。橘次。

## 人物
治承4年（1180年）、石橋山の戦いでは源頼朝に同行した 。文治元年(1185年)10月24日、勝長寿院の完成式典において弓馬に優れているものとして、頼朝の護衛にあたった 。『吾妻鏡』によると1192年5月には、幼き北条泰時の従者を務めており、多賀重行が非礼にも泰時の前で馬から降りず、そのことで頼朝から咎められていた時に泰時と共に重行を庇うために嘘をついた 。